# 金怡濂
金 怡濂（きん いれん、1929年9月5日 - ）は、中華人民共和国の計算機科学者。天津市出身。中国工程院院士。

## 経歴
原籍は江蘇省武進県で、1929年9月5日に天津市に生まれた。天津耀華小学、耀華中学を経て、1951年、清華大学電機系を卒業。同年、中国人民解放軍に入隊。1956年、ソビエト連邦科学アカデミーでコンピューターを研究。1992年に国家並列計算機工程技術研究中心が設立され、金怡濂が主任となりました。

## 栄典
- 1994年、中国工程院院士

## 受賞
- 2002年、国家最高科学技術賞